# Управління проєктами
Управління проєктами (англ. project management) — область знань з планування, організації та управління ресурсами з метою успішного досягнення цілей та завершення завдань проєкту. Іноді ототожнюється з управлінням програмами, але програма — це фактично вищий рівень: група пов'язаних та взаємозалежних проєктів.
Проєкт — це обмежений часовими рамками процес, що має визначений початок та кінець, зазвичай обмежений датою, але також може обмежуватися фінансуванням або досягненням результатів, який здійснюється для реалізації унікальних цілей та завдань, зазвичай, щоб призвести до вигідних змін або створення доданої вартості. Тимчасова природа проєктів контрастує з бізнесом (процесами), які є повторюваною, постійною або частково постійною діяльністю з виробництва продуктів або послуг. На практиці, управління вищезазначеними двома системами часто різниться і таким чином вимагає розвитку окремих технічних навичок та використання розподіленого управління ними.
Головним завданням проєктного управління є досягнення всіх цілей та виконання завдань проєкту, одночасно виконуючи зобов'язання щодо наперед визначених обмежень проєкту. Типовими обмеженнями є межі та зміст проєкту, час, бюджет. Другорядним завданням, але більш амбітним, є оптимізація, розподілення та інтеграція завдань, необхідних для досягнення наперед визначених цілей.

## Історія управління проєктами

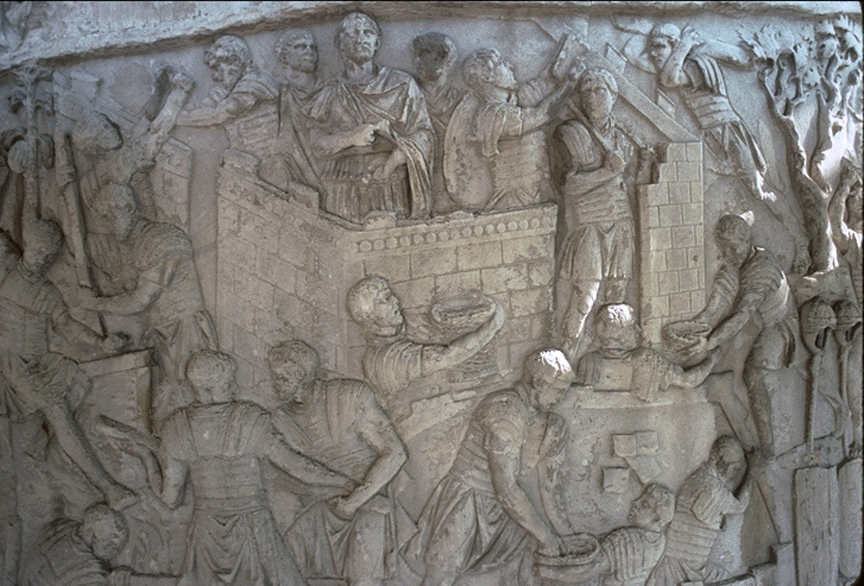
Римські солдати будують фортецю, Колона Траяна 113 р. н.е.

Управління проєктами практикувалося з початку виникнення цивілізації. До 1900 року творчі архітектори та інженери управляли інженерними проєктами самотужки. Наприклад, Вітрувій (1 століття до н. е.), Кристофер Рен (1632–1723), Томас Телфорд (1757 — 1834) та Ісамбард Кінгдом Брюнель (1806 −1859). З 1950 року організації почали систематично використовувати інструменти та техніки проєктного управління для керування складними проєктами.

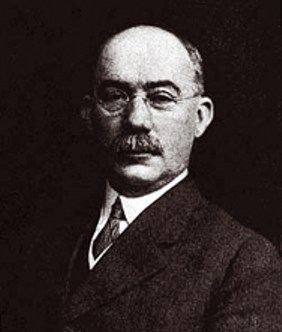
Генрі Ґант (1861–1919), батько технік планування та контролю

Як наука, управління проєктами виникло з декількох прикладних наук, таких як будівництво, інженерія та оборонна діяльність. Засновником проєктного управління вважають Генрі Ґанта, якого називають батьком технік планування та контролю. Він відомий завдяки використанню діаграми Ганта, як інструменту управління проєктами. Також засновником проєктного управління вважають Анрі Файоль, завдяки створенню ним 5 функцій управління, що формують засади знань управління проєктами та програмами. Гант та Файоль були прихильниками теорій з наукового управління Фредерика Вінслов Тейлора. Його робота — це попередник сучасних інструментів управління проєктами, включаючи декомпозицію робіт та розподілення ресурсів.
1950-ті розпочали епоху сучасного проєктного управління. Управління проєктами почали визнавати, як окремий напрям, що виник з науки про управління. В Сполучених Штатах до 1950-их проєктами управляли "ad hoc", використовуючи діаграми Ґанта, неформальні техніки та інструменти. В той час, було розроблено дві математичні моделі проєктного управління. Метод критичного шляху (англ. Critical Path Method - CPM) був розроблений, як спільний проєкт між корпораціями ДюПон (англ. DuPont Corporation) та Ремінґтон Ренд (англ. Remington Rand Corporation) для управління та підтримки проєктів. Програма оцінки та контролю (англ. Program Evaluation and Review Technique - PERT) була розроблена Буз-Аленом та Гамільтоном (англ. Booz-Allen & Hamilton) разом з Корпорацією Локгід (англ. Lockheed Corporation), як частина програми військово-морського флоту Сполучених Штатів для підводних човнів, — Ракети Полярис. Ці математичні техніки швидко поширилися між багатьма приватними підприємствами.

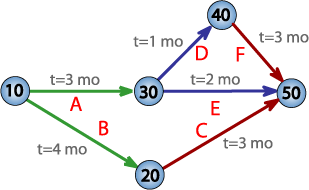
Мережева діаграма PERT для семимісячного проєкту з п'ятьма ключовими подіями

В той час, коли розроблялися моделі планування, техніки для оцінки вартості проєктів, завдяки проривним роботам Ганса Ланґе та інших виникло Управління вартістю та Інженерна економіка. В 1956 р. першими практиками проєктного управління та суміжними спеціалістами з календарного планування (проєктного контролю), оцінки вартості та її контролю була створена Американська асоціація інженерів з управління вартістю (англ. American Association of Cost Engineers) зараз, дослівно, Міжнародна асоціація з просування управлінням вартістю (англ. Association for the Advancement of Cost Engineering - AACE International). AACE продовжувала дослідницькі роботи і в 2006 р. випустила перший інтегрований процес для портфельного, програмного та проєктного управління: Система повного управління вартістю (англ. Total Cost Management Framework).
Міжнародна асоціація проєктного управління (англ. International Project Management Association - IPMA) була заснована в Європі в 1967 р., як об'єднання декількох національних асоціацій проєктного управління. IPMA й сьогодні зберігає федеральну структуру і зараз складається з членів-асоціацій на кожному континенті за виключенням Антарктиди. IPMA пропонує програму сертифікації, що складається з чотирьох рівнів, яка базується на основних компетенціях IPMA (англ. IPMA Competence Baseline - ICB). Компетенції ICB включають технічні компетенції, контекстуальні компетенції та поведінкові компетенції.
В 1969 р. в Сполучених Штатах був створений Інститут проєктного управління (англ. Project management institute - PMI). PMI опублікував Довідник з управління проєктами (англ. A Guide to the Project Management Body of Knowledge - PMBOK Guide), який описує практики управління проєктами, що є однаковими для «більшості проєктів у більшості випадків». PMI також пропонує різноманітну сертифікацію.

## Методи управління проєктами
Існує певна кількість методів управління проєктними активностями, включаючи Еджайл (англ. Agile), інтерактивні, послідовні та методи розподілу на етапи.
Попри метод, що використовується, необхідно дуже уважно розглядати загальні цілі проєкту, календарний план, вартість (витрати), одночасно з ролями та відповідальністю усіх виконавців та зацікавлених сторін.

### Традиційний метод
Традиційний метод поділу на етапи передбачає визначення послідовності дій, що мають бути завершені. В «традиційному методі» можливо визначити 5 складових проєкту (4 етапи та контроль) розвитку проєкту:
1. Ініціювання
2. Планування та розробка
3. Виконання та впровадження
4. Моніторинг та контроль
5. Завершення

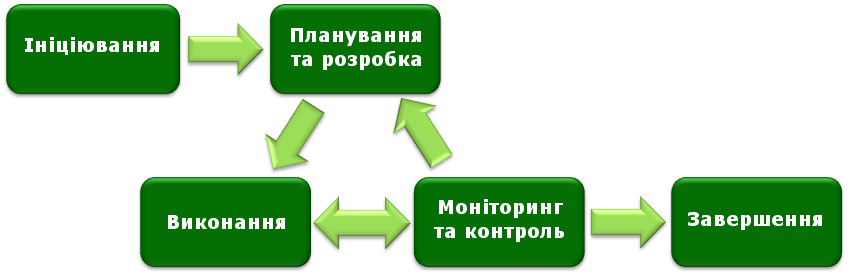
Типові етапи виконання проєкту

Не всі проєкти проходять кожен з етапів; проєкт може бути припинений до його завершення. Деякі проєкти не мають етапів структурованого планування та/або моніторингу. Деякі проєкти проходять стадії 2, 3, 4 або декілька разів.
Багато галузей використовують варіації зазначених етапів. Наприклад, будівельні проєкти зазвичай проходять через приблизно такі етапи: Попереднє планування, Концептуальне проєктування, Схематичне проєктування, Розробка проєкту, Будівельні креслення (або Договірні документи) та Управління будівництвом. 
В розробці програмного забезпечення цей підхід відомий під назвою, дослівно, «модель водоспаду», (англ. waterfall model), наприклад, друга група завдань виконується після першої в лінійній послідовності. Для «моделі водоспаду» використовуватимемо назву «послідовна модель». З метою адаптації послідовної моделі при розробці програмного забезпечення багато організацій використовують методологію Раціональних уніфікованих процесів (англ. Rational Unified Process - RUP). RUP не вимагає та однозначно не вказує на необхідність використання послідовної моделі. Використання послідовної моделі управління проєктами ефективне для невеликих, визначених проєктів, але для більш великих, невизначених та нових проєктів зазначена модель часто призводить до негативних результатів. «Конус невизначеності» (англ. Cone of Uncertainty) пояснює таке явище тим, що планування, яке виконується на початкових етапах проєкту є не ефективним через значний ступінь невизначеності. Це особливо актуально для розробки програмного забезпечення, оскільки така розробка часто є новим продуктом. В проєктах, де вимоги не були завершені і можуть змінюватися, використовується управління вимогами з метою розробки точного і повного визначення поведінки програмного забезпечення, що може бути базисом для його розробки. Тоді як визначення можуть змінюватися в залежності від галузі, фактичні етапи зазвичай відповідають загальним крокам вирішення проблем (англ. problem solving) — «ідентифікація проблеми, оцінювання варіантів вирішення, вибір шляху вирішення, впровадження та оцінювання».

### Критичний шлях управління проєктом

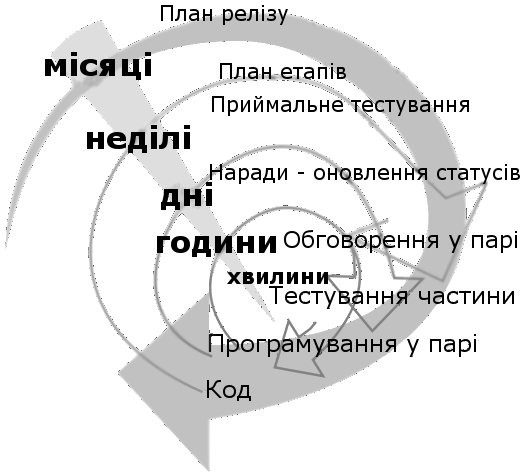
Цикли планування та зворотного зв'язку в Екстремальному програмуванні (анг. Extreme Programming — XP) з часовими межами повторюваних циклів.

Критичний шлях управління проєктом (англ. Critical Chain Project Management - CCPM) — це метод планування та управління проєктами, який на перше місце ставить управління ресурсами (фізичними та людськими), необхідними для виконання завдань проєкту. Фактично це доповнення Теорії обмежень (англ. Theory of Constraints - TOC) для проєктів. Головним завданням є підвищення продуктивності (або збільшення відсотку завершених завдань) проєктів в організації. Застосовуючи перші три з п'яти основних кроків TOC, системні обмеження для всіх проєктів визначаються як ресурси. Щоб використовувати обмеження, завдання на критичному шляху отримують пріоритет вищий ніж інші активності. Загалом, проєкти плануються та управляються таким чином, щоб ресурси були доступні, коли завдання критичного шляху мають розпочатися, підпорядковуючи усі інші ресурси завданням критичного шляху.
Попри тип проєкту, план проєкту має визначати розподілення ресурсів на рівні (англ. Resource Leveling). Найдовша послідовність ресурсно-обмежених завдань має бути визначена, як критичний шлях. В середовищах, що мають декілька проєктів, розподілення ресурсів на рівні використовується в усіх проєктах. Часто, досить визначити (чи просто обрати) один наскрізний ресурс — ресурс, що виступає як обмеження в усіх проєктах та послідовно розташувати проєкти відповідно до доступності цього ресурсу.

### Екстремальне управління проєктами
В критичних оглядах Управління проєктами зазначалося, що декілька методів управління проєктами, які базуються на методиці Програми оцінки та контролю (англ. Program Evaluation and Review Technique – PERT), не повною мірою відповідають мультипроєктному середовищу сучасних компаній. Більшість з таких компаній орієнтовані на масштабні, єдиноразові, не повторювані проєкти, в яких усі види управління використовують інструменти проєктного управління.
Використання проєктної моделі для «проєктів», чи скоріше «завдань», що тривають декілька тижнів, на практиці призводить до непотрібних витрат та слабкої гнучкості. Замість використання класичного управління проєктами, фахівці з управління проєктами намагаються знайти різні «полегшені» методи (моделі), такі як методологія управління проєктами Еджайл (англ. Agile Project Management — дослівно «швидке, рухливе» управління проєктами), включаючи Екстремальне програмування (англ. Extreme programming) для розробки програмного забезпечення, а також техніки Скрам (англ. Scrum — дослівно, натовп, скупчення).
Узагальнення Екстремального програмування для застосування в інших видах проєктів отримало назву Екстремальне проєктне управління, що може бути використане разом з Побудовою процесів (англ. Process modeling) та принципами управління взаємодією людьми (англ. Human interaction management).

### Управління послідовністю подій
Управління послідовністю подій (англ. Event chain methodology) — це ще один метод, який доповнює методи критичного шляху (англ. Critical Path Method - CPM) та метод управління критичним шляхом (англ. Critical Chain Project Management - CCPM).
Метод управління послідовністю подій — це техніка управління невизначеністю та аналізу структури і плану виконання робіт (завдань), що сфокусована на визначенні та управлінні подіями та послідовностями подій, які впливають на план реалізації проєкту. Управління послідовністю подій допомагає зменшувати негативний вплив досвіду взаємодії та особистих якостей, одночасно допомагаючи моделювати невизначеності в планах виконання проєктів. Управління послідовністю подій базується на наступних принципах:
- Ймовірний момент ризику: Активність (завдання) в більшості реальних процесів не є тривалим безперервним процесом. На завдання впливають зовнішні події, які можуть виникнути на одному з етапів посередині виконання завдання.
- Послідовність подій: Події можуть викликати інші події, що будуть створювати послідовності подій. Такі послідовності подій можуть суттєво впливати на шлях проєкту. Кількісний аналіз використовується для визначення кумулятивного ефекту таких послідовностей подій на план виконання проєкту.
- Критичні події або послідовності подій: Одиночні події або послідовності подій, що найбільш ймовірно зможуть вплинути на проєкт вважаються «критичними подіями» або «критичними послідовностями подій». Вони можуть бути визначені шляхом аналізу.
- Письмове відображення проєкту разом з подіями: Навіть якщо проєкт частково завершений і тривалість проєкту, вартість, а також інформація про події, що сталися, вже відомі, існує можливість уточнення інформації про майбутні можливі події, що дозволяє спрогнозувати ефективність майбутнього виконання проєкту.
- Відображення послідовності подій: Події та послідовності подій можуть бути відображені, використовуючи діаграми послідовності подій на діаграмі Ґанта.

### Проєкти в контрольованому середовищі

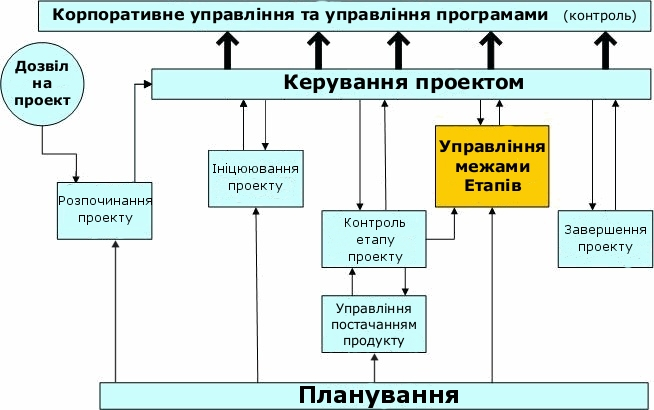
Модель процесів PRINCE2

Проєкти в контрольованому середовищі (англ. Projects in controlled environments - PRINCE) — це структурований підхід до управління проєктами, який був створений в 1996 році, як типовий метод управління проєктами. Фактично це комбінація методології PROMPT (що еволюціонувала в методологію PRINCE) з методологію IBM MITP (англ. Managing the implementation of the total project - MITP) — Управління впровадженням усього проєкту. PRINCE2 пропонує метод управління проєктами в рамках чітко визначеної структури організації. PRINCE2 описує процедури координації людей та активностей в проєкті, як розробляти та контролювати проєкт та що робити, якщо необхідно внести зміни до проєкту у зв'язку з відхиленням від плану впровадження.
Кожен процес визначено з ключовими вхідними та вихідними даними, а також цілями та активностями, які необхідно виконати для досягнення таких цілей. Це дозволяє автоматично контролювати будь-яке відхилення від плану. Розподілення на етапи, якими можливо управляти, забезпечує ефективний контроль ресурсів. Впровадження проєкту відбувається структуровано та контрольовано, завдяки інтегрованому контролю за виконанням.
PRINCE2 надає єдину термінологію усім учасникам проєкту. Різноманітні ролі управління та сфери відповідальності, що задіяні в проєкті, повністю описані та можуть бути адаптовані, щоб відповідати складності проєкту та можливостям організації.

### Процесне управління

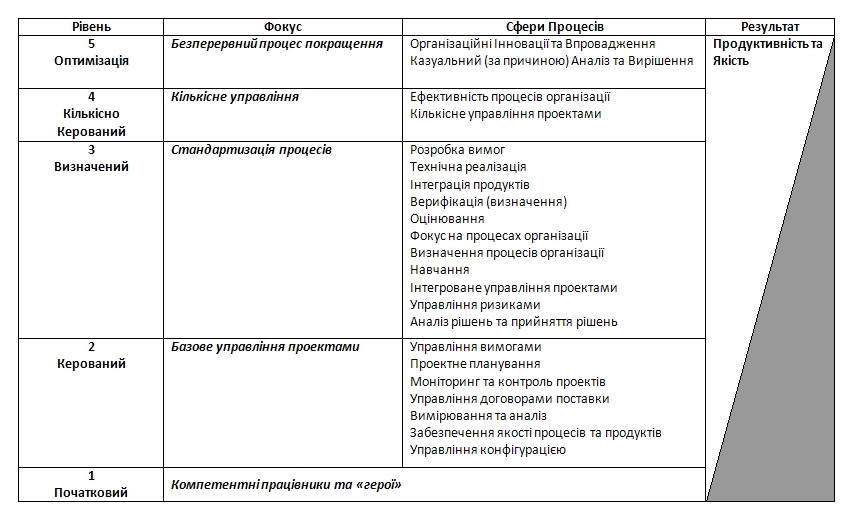
Модель можливостей зрілості, попередник моделі CMMI

Подальший розвиток концепції контролю в проєктному управлінні призводить до об'єднання методик процесного управління (англ. Proces-based management). Ця сфера розвивається завдяки використанню Моделей зрілості (англ. Maturity models), таких як CMMI (англ. Capability Maturity Model Integration) — дослівно, Інтеграція моделі можливостей зрілості) та ISO/IEC15504 (англ. Software Process Improvement and Capability Estimation – SPICE), дослівно, Покращення процесу розробки програмного забезпечення та оцінки можливостей). Підходи до управління проєктами Еджайл (англ. Agile project management) базуються на принципах управління взаємодією людей (англ. Human interaction management), що засновані на процесному підході до співпраці людей. Цей підхід дуже сильно відрізняється від традиційного. Розробка програмного забезпечення Еджайл чи Гнучка розробка продукту (англ. Flexible product development) розглядають проєкт, як послідовність невеликих завдань, які виникають та виконуються ситуативно, відповідно до вимог обставин. Ініціація та виконання є скоріше адаптивними до зовнішніх обставин, ніж завчасно повністю спланованим процесом.

## Групи процесів управління проєктами
Традиційно, управління проєктами включає наступний перелік елементів: чотири групи процесів та систему контролю. Незалежно від методології чи термінології, що застосовується, використовуються одні й ті самі базові процеси управління проєктами.
Групи процесів зазвичай включають:
- Ініціювання
- Планування чи розробка
- Експлуатація чи виконання
- Моніторинг і контроль
- Завершення

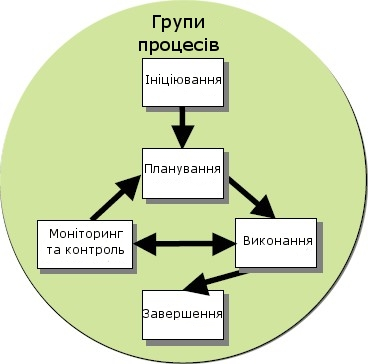
Етапи виконання проєктів.

У проєктному середовищі з дослідницьким нахилом (наприклад, Дослідження та проєктування, (англ. Researsh and Development)) зазначені етапи можуть доповнюватися точками прийняття рішень, де вирішується чи потрібно продовжувати чи припинити впровадження проєкту.

### Ініціювання

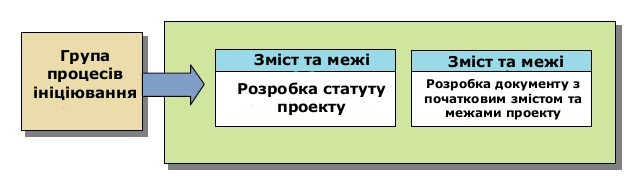
Група процесів ініціювання.

Процес ініціювання визначає зміст та межі проєкту. Якщо зазначений етап виконується не повною мірою, то здебільшого проєкт не буде відповідати вимогам бізнесу. Ключовими контрольними індикаторами для зазначеного етапу є розуміння бізнес середовища та включення усіх необхідних контрольних індикаторів в проєкт. Усі невідповідності, проблемні питання мають бути розглянуті та рішення щодо таких питань мають бути прийняті з метою їх усунення.
Етап ініціювання має містити план, що висвітлює такі питання:
- аналіз бізнес-потреб / вимог в вимірюваних показниках.
- огляд існуючих процесів.
- Фінансовий аналіз витрат і доходів, включаючи бюджет.
- аналіз зацікавленими сторонами, включаючи користувачів, працівників підтримки проєкту.
- статут проєкту (project charter) - підсумковий документ ініціації, який включає витрати, завдання, результати та календарний план впровадження.

### Планування та розробка

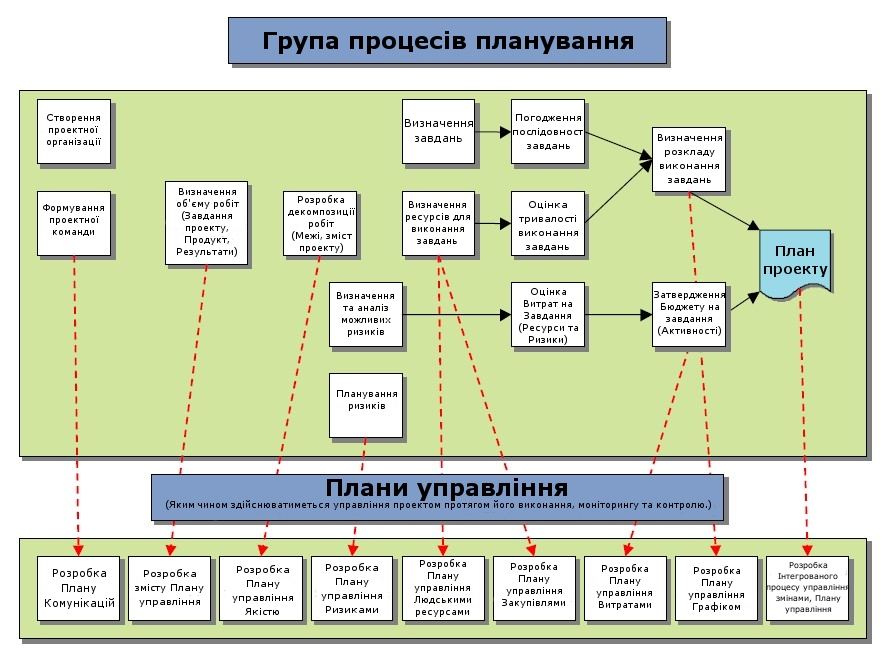
Група процесів планування.

Після етапу ініціювання, проєкт заплановано з необхідним рівнем деталізації. Головне завдання - спланувати час, витрати та ресурси з метою адекватної оцінки роботи, яку необхідно виконати, та ефективного управління ризиками протягом впровадження проєкту. Аналогічно групі процесів ініціювання, недостатньо розроблений план значно знижує шанси проєкту успішно завершити поставлені перед ним завдання.
Планування проєкту загалом складається з:
- визначення «як планувати?» (наприклад, за рівнем деталізації чи етапами впровадження).
- розробки документу, що визначає зміст та межі проєкту.
- визначення групи відповідальних, що плануватимуть проєкт.
- визначення результатів проєкту та створення структури декомпозиції робіт.
- визначення завдань, які необхідно виконати для досягнення цілей проєкту, та логічне послідовне об'єднання таких завдань.
- оцінки вимог до ресурсів для забезпечення виконання завдань.
- оцінки часу та витрат на виконання завдань.
- розробки календарного плану-графіку.
- розробка бюджету.
- планування ризиків.
- отримання формального погодження початку роботи.

Додаткові процеси, такі як планування комунікацій, визначення ролей та рівня відповідальності, закупівель в рамках проєкту, а також проведення попередньої зустрічі учасників проєкту (англ. Kick-off meeting) загалом є рекомендованими.
Для проєктів з розробки нових продуктів, концептуальна розробка продукту може проводитися одночасно з активностями з планування, які можуть допомогти групі з планування, шляхом інформування про визначені результати проєкту та заплановані завдання.

### Виконання

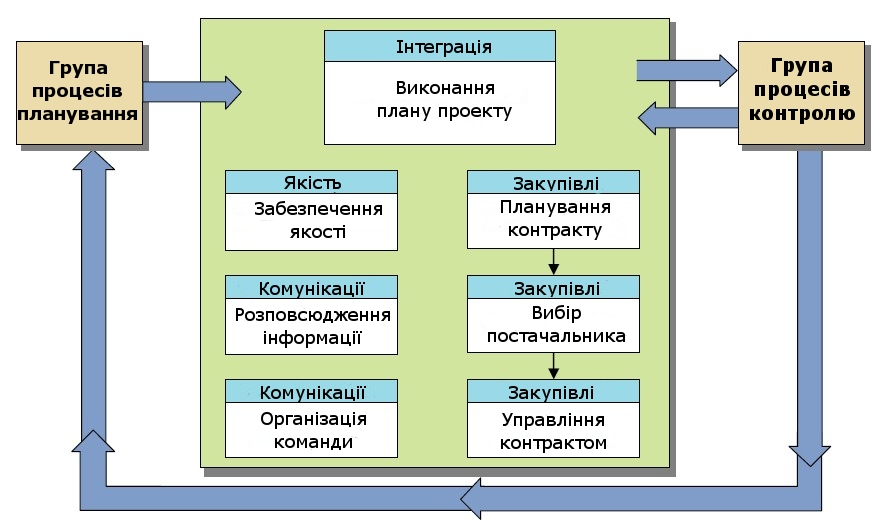
Група процесів виконання.

Виконання складається з процесів, необхідних для завершення робіт, визначених в плані проєкту, з метою виконання вимог проєкту. Процес виконання включає координування людей та ресурсів, одночасно з інтеграцією та виконанням завдань проєкту відповідно до плану управління проєктом. Результати проєкту є результатами виконання завдань проєкту відповідно до плану проєкту.

### Моніторингта контроль
Моніторинг та Контроль складається з процесів, що виконуються з метою огляду стану виконання проєкту, щоб потенційні проблеми були визначені вчасно і коригуючі дії можливо було виконати, з метою контролю виконання проєкту. Головним здобутком є регулярний огляд та оцінювання процесу виконання проєкту з метою визначення відхилень від плану управління проєктом.
Моніторинг та контроль включає:

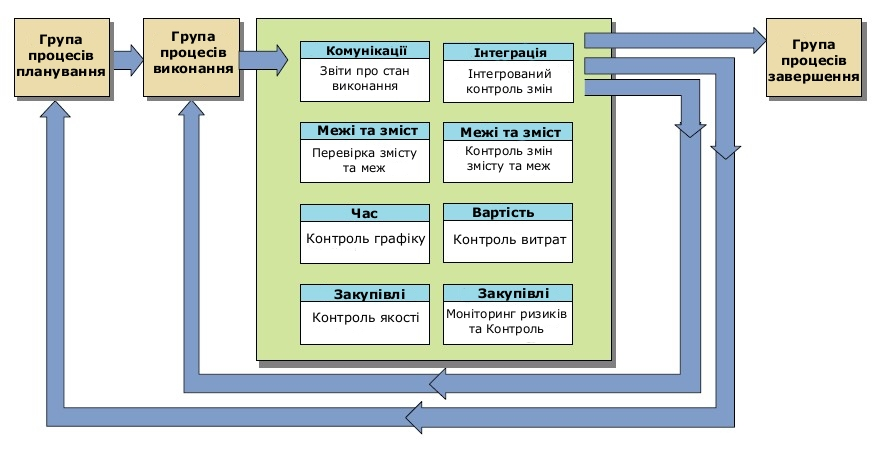
Група процесів моніторингу та контролю.

- вимірювання поточного виконання завдань проєкту (де ми є зараз?).
- моніторинг змінних складових проєкту (зміст та межі проєкту, витрати тощо) в порівнянні до плану управління проєкту та базового плану виконання проєкту (де ми маємо бути?).
- визначення коригуючих дій, з метою правильного вирішення відкритих питань та ризиків (Як ми можемо привести фактичний стан виконання до планового виконання?).
- вплив на фактори, що можуть призвести до порушення інтегрованого контролю змін, для того щоб лише погоджені зміни впроваджувалися.

В багатоетапних проєктах процеси моніторингу та контролю забезпечують зворотний зв'язок між етапами проєкту, задля забезпечення коригуючих чи превентивних дій з метою приведення проєкту у відповідність з планом управління проєктом.
Підтримка проєкту — це постійний процес, що включає:
- постійну підтримку кінцевих користувачів.
- виправлення помилок.
- оновлення програмного забезпечення.

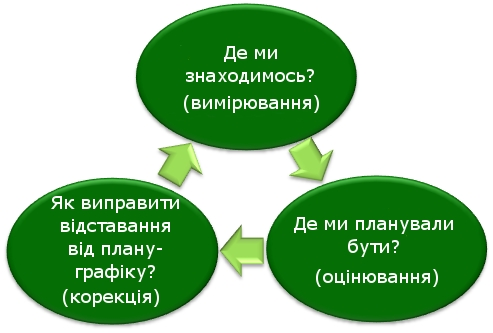
Цикл моніторингу та контролю.

На цьому етапі, аудитори мають звертати увагу на ефективність та швидкість вирішення проблем користувачів.
Наприклад, протягом впровадження будь-якого будівельного проєкту зміст та межі проєкту можуть змінюватися. Зміни — це нормальна та очікувана частина процесу будівництва. Зміни можуть бути результатом необхідних модифікацій конструкції, відмінностях будівельного майданчика, доступності матеріалів, змін на вимогу підрядної організації, впливом третіх сторін і т. д. Окрім впровадження змін, вони мають бути закріплені в документах, щоб відобразити кінцевий результат. Описаний процес отримав назву Управління змінами (англ. Change management). Зазвичай власник вимагає остаточне документування змін, щоб зафіксувати усі зміни, а іноді, будь-яку зміну, що змінює матеріальні пакети завершеної роботи. Документування здійснюється за допомогою договірних документів, зазвичай, але не обов'язково, обмежуючись кресленнями. Кінцевий продукт такого процесу отримав назву, дослівно, «креслення, як побудовано» (англ. As-built drawing), чи більш спрощено, «Як побудовано» (англ. As built). Вимога щодо надання таких креслень є нормою будівельних договорів. Коли зміни внесені до проєкту, життєздатність проєкту має бути оцінена ще раз. Важливо не втратити початкових цілей та завдань проєкту. Коли усі зміни зібрані, прогнозований результат може не виправдати інвестиції у проєкт.

### Завершення

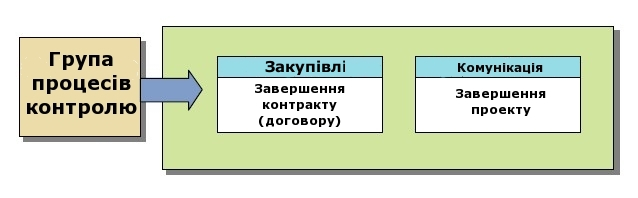
Група процесів завершення проєкту.

Завершення включає формальне прийняття проєкту та відповідно його закриття. Проводяться адміністративні активності, включаючи передачу до архіву робочої документації та документування здобутого досвіду. Цей етап складається з:
- закриття проєкту: Завершення усіх активностей у всіх групах процесів з метою формального закриття проєкту або етапу проєкту.
- закриття договору (контракту): Завершення та оплата кожного договору, включаючи вирішення будь-яких відкритих питань, та закриття кожного договору, що стосується проєкту в цілому або певного етапу проєкту.

### Системи контролю проєктів
Контроль проєкту — це елемент, який забезпечує відповідність проєкту графіку виконання та бюджету. Контроль проєкту починається з планування та закінчується звітом з виконання проєкту, пронизуючи кожен елемент процесу управління проєктом. Кожен проєкт має бути оцінений щодо рівня необхідного контролю: забагато контролю означає втрату часу, замало контролю означає збільшення ризиків. Якщо контроль проєкту впроваджений не вірно, вартість для бізнесу пояснюється у термінах помилок, виправлень та додаткових витрат на аудит.
Системи контролю необхідні для витрат, ризиків, якості, комунікацій, часу, змін, закупівель та людських ресурсів. До того ж аудитори мають визначити наскільки проєкти впливають на фінансову звітність, наскільки достовірну інформацію отримують замовники і скільки точок контролю існує. Аудитори мають розглянути процес розробки та процедури на предмет способу впровадження. Процес виробництва та якість кінцевого продукту також може бути оцінений, якщо така потреба виникає. Бізнес може забажати від аудиторської фірми фіксування проблем на ранніх етапах з метою зменшення зусиль необхідних на виправлення. Аудитор може виступати як консультант з контролю, частина проєктної команди або як окремий аудитор, частина авдиту. Бізнес іноді використовує формалізовані процеси розробки систем. Це допомагає підтвердити успішність розробки. Формальний процес ефективніший у створенні сильних точок контролю. Авдитори мають перевірити такий процес та підтвердити його якісну організацію та відповідність практиці. Гарний формальний план впровадження системи характеризує:
- Стратегія, задля приведення розробки до загальніших цілей організації.
- Стандарти для нових систем.
- Політики управління проєктом щодо часу та бюджету.
- Процедури, що описують процес.
- Оцінка якості змін.

## Теми з управління проєктами

### Менеджерпроєкту
Менеджер проєкту — це фахівець у сфері управління проєктами. Менеджер проєкту може бути відповідальним за планування, виконання та завершення будь-якого проєкту, зазвичай в будівельній галузі, прокладанні кабельних мереж, телекомунікаціях або розробці програмного забезпечення. У галузях виробництва та надання послуг також існують менеджери проєктів.
Менеджер проєкту — це особа відповідальна за виконання визначених завдань проєкту. Головними завданнями менеджера проєктів є визначення чітких та реалізовних завдань проєкту, визначення вимог до проєкту та управління трьома обмеженнями проєкту: вартістю, часом, межами та обсягом завдань.
Менеджер проєкту досить часто є представником замовника і має визначити та сформулювати чіткі потреби / вимоги замовника, базуючись на знаннях про організацію, яку він представляє. Вміння використовувати внутрішні процедури підрядника та створювати тісні зв'язки з призначеними представниками замовника є життєво необхідним для забезпечення виконання ключових завдань щодо ціни, часу реалізації, якості та задоволення вимог замовника.

### Трикутник управління проєктами

Трикутник управління проєктом.

Як будь-яке починання, проєкт виконується та завершується відповідно до певних обмежень. Традиційно такими обмеженнями вважаються «зміст та межі» (англ. Scope), «час» (англ. Time) та «вартість» (англ. Cost). Такі обмеження отримали назву «Трикутник управління проєктами», де кожна сторона є певним обмеженням. Одна сторона трикутника не може бути змінена, щоб не вплинути на інші сторони. Подальше уточнення обмежень відділяє «якість» (англ. Quality) чи «продуктивність» впровадження проєкту від «змісту та меж» і перетворює якість в четверте обмеження.
Обмеження за часом — це час, за який необхідно завершити проєкт. Вартість — це розмір бюджету, який виділений на реалізацію проєкту. Обмеження за змістом та межами — це завдання, які мають бути завершені для досягнення кінцевого результату проєкту. Зазначені три обмеження досить часто взаємопов'язані: збільшення меж та обсягів завдань, зазвичай призводить до збільшення часу та вартості, обмежений час може означати збільшення вартості чи зменшення змісту та меж проєкту.
Наука про управління проєктами забезпечує інструменти та методи, що надають змогу команді проєкту (не лише менеджеру проєкту) організувати свою роботу таким чином, щоб виконати вимоги щодо обмежень.

### Структура декомпозиції робіт

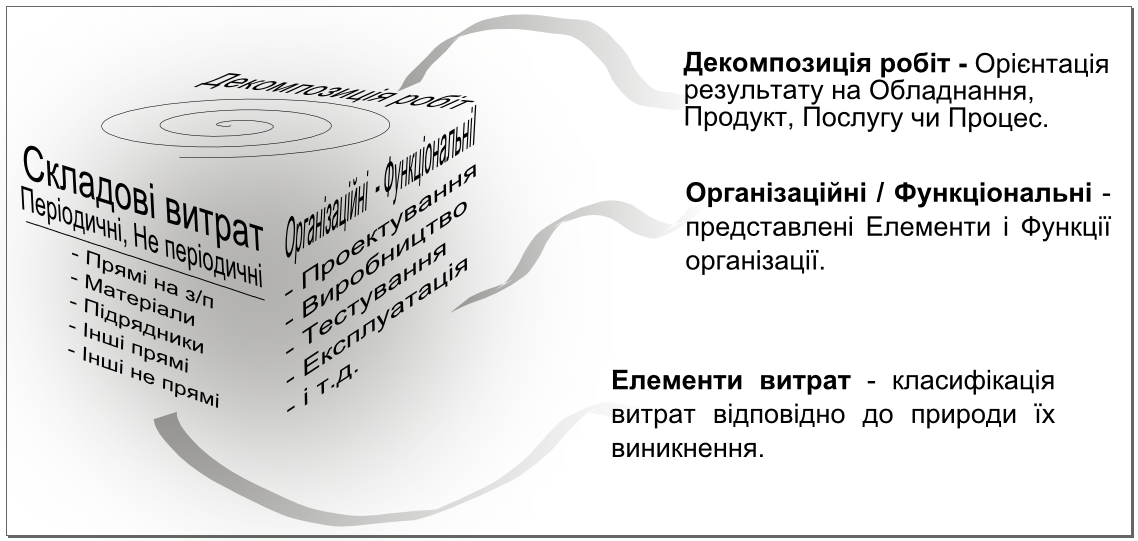
Приклад Структури декомпозиції робіт, що використовується в структурі звітності NASA.

Структура декомпозиції робіт (англ. Work breakdown Structure - WBS) — це деревоподібна структура, що показує розподіл завдань необхідних для досягнення цілі / виконання завдання; наприклад, програма, проєкт та контракт. WBS може бути орієнтована на апаратну частину, продукт, сервіс чи процес.
WBS може бути розроблена шляхом послідовного поділу кінцевої цілі / завдання на компоненти, що підлягають управлінню, з огляду на розмір, тривалість та відповідальність (наприклад, системи, підсистеми, компоненти, завдання, під завдання, пакети робіт), та містять усі кроки необхідні для виконання завдання.
Структура декомпозиції робіт забезпечує основу для природного впровадження загального планування та контролю контракту, та є базисом для поділу роботи на етапи з яких можуть бути виділені завдання і може бути впроваджена технічна, календарна, витратна звітність та звітність на підставі людино-годин.

### Структура управління проєктами

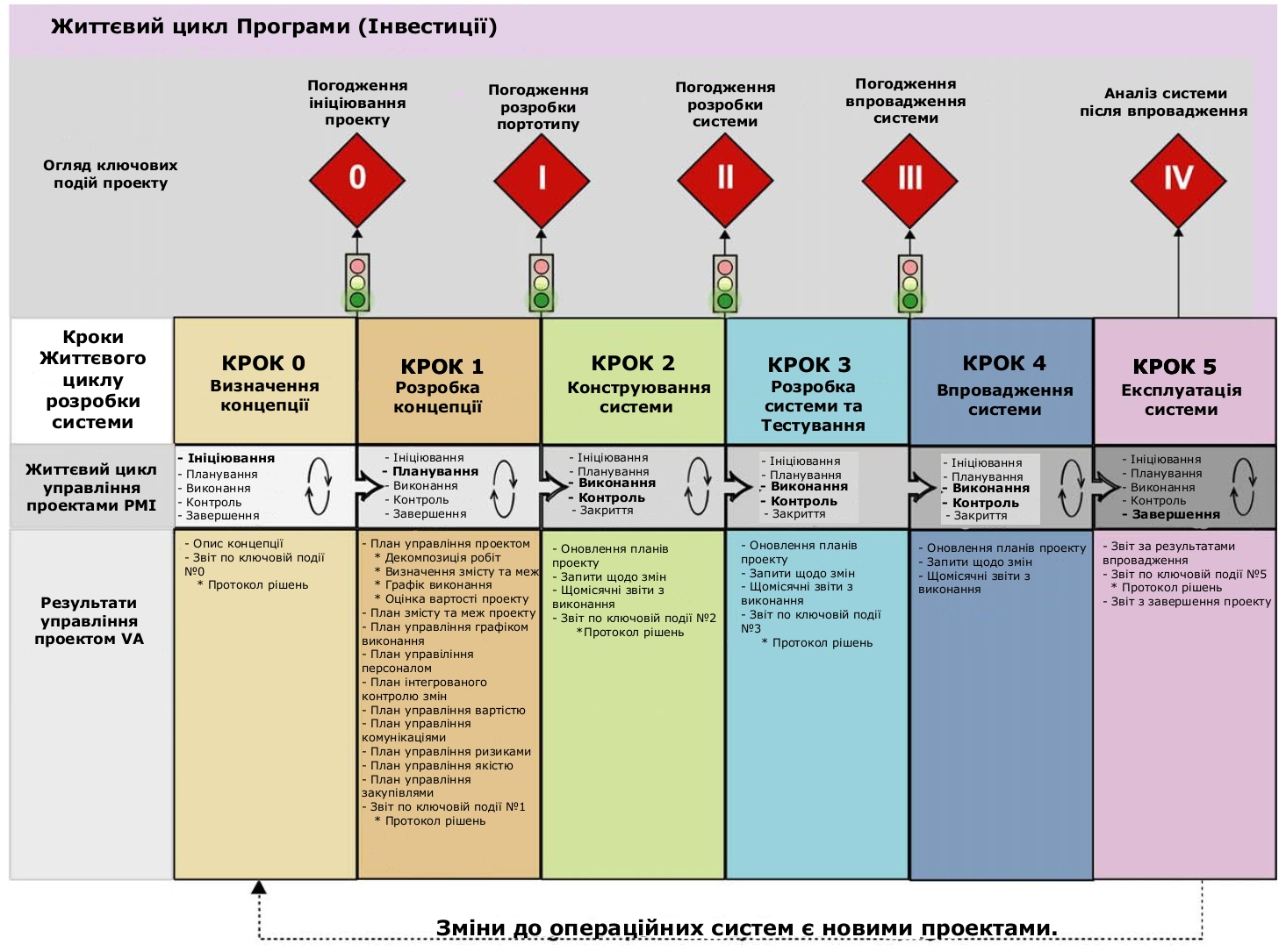
Приклад структури управління IT проєктами.

Життєвий цикл Програми (Інвестиції) включає управління проєктом та життєві цикли впровадження системи разом з активностями, пов'язаними з розгортанням системи та експлуатацією. Відповідно до концепції, управління експлуатацією системи та пов'язані активності, що виникають після завершення проєкту, не визначені в цьому посібнику.
Наприклад, див. діаграму, у Департаменті управління справами ветеранів Сполучених Штатів (англ. US United States Department of Veterans Affairs  - VA) життєвий цикл управління програмою визначений та описаний в Структурі управління IT проєктами VA, щоб інтегрувати проєктні (інвестиційні) активності та проєкт в цілому в процес бюджетування. Діаграма «Структура управління проєктами» ілюструє Етап 4, який виникає після розгортання системи та закриття проєкту. Активності етапу закриття проєкту в VA продовжуються протягом розгортання системи та переходять в етап експлуатації системи з метою відображення активностей, які вважаються частиною проєкту. Діаграма показує дії та пов'язані артефакти процесу Управління IT проєктами та програмами в VA.

### Міжнародні стандарти
Було декілька спроб розвитку стандартів Управління проєктами, такі як:
- ISO_21500 - серія стандартів Міжнародної організації зі стандартизації (ISO), які застосовуються при управлінні проєктами, програмами та портфелями організацій.
- Модель Можливостей Зрілості (англ. Capability Maturity Model) — Інститут інженерів програмного забезпечення (англ. Software Engineering Institute).
- Світова спільнота з Стандартів Ефективності проєктів (англ. Global Alliance for Project Performance Standards - GAPPS) — відкритий стандарт, що описує компетенції для менеджерів проєктів та програм.
- Посібник з Управління проєктами (англ. A Guide to the Project Management Body of Knowledge).
- Метод Гермес (англ. HERMES method) — загальний метод управління проєктами у Швейцарії, обраний для використання в Люксембурзі та міжнародних організаціях.
- Стандарти ISO, ISO 9000 — сім'я стандартів щодо систем управління якістю, ISO 10006:2003, Системи управління якістю та посібник з управління якістю в проєктах.
- Prince2 (англ. Project in controlled Environments) — дослівно, проєкти в контрольованих середовищах.
- Процес розробки програмного забезпечення командою (англ. Team Software Process - TSP) — Інститут інженерів програмного забезпечення (англ. Software Engineering Institute).
- Структура управління загальними витратами (англ. Total cost management framework) — міжнародна методологія AACE для Інтегрованого портфелю, Програм та Управління проєктами.
- V-модель — метод розробки систем.
- Метод логічної структури (англ. Logical framework approach) — метод, популярний в міжнародних девелоперських організаціях.
- P2M (англ. A Guidebook of Project and Program Management for Enterprise Innovation) — стандарт по управлінню проєктами, що базується на інноваційних програмах.

### Управління портфелем проєктів
Зростаюча кількість організацій використовує так зване управління портфелем проєктів (англ. Project portfolio management - PPM), як інструмент вибору пріоритетних проєктів, після чого використовуються методи управління проєктами, як засіб узгодження ресурсних конфліктів (у випадках, коли кілька проєктів конкурують за доступ до спільних ресурсів) і як засіб досягнення результатів у формі найкращої вигоди для організацій в цілому.
Методи управління проєктами використовуються для того, щоб «правильно впроваджувати проєкти», а PPM використовується для того, щоб «впроваджувати правильні проєкти». В багатьох галузях PPM стає методом вибору та пріоритезації серед проєктів, що використовують одній й ті ж ресурси (конфлікт інтерсів).

### Програмне забезпечення для управління проєктами
- Spider Project — програмний пакет з управління проєктами.
- ERPNext — корпоративна система планування ресурсів підприємства, що включає багато модулів.